# Trình Nhật Hoa
Trình Nhật Hoa (chữ Hán: 程日華, ? - 788), nguyên danh Trình Hoa (程華), là Tiết độ sứ Hoành Hải dưới thời nhà Đường trong lịch sử Trung Quốc.

## Phục vụ Trương Hiếu Trung
Phụ thân của Trình Hoa là Trình Nguyên Hạo, xuất thân ở vùng An Hỉ thuộc Định châu. Nguyên Hạo từng làm tướng cho phản tặc An Lộc Sơn, theo hắn tấn công hai kinh của nhà Đường. Sau khi Sử Tư Minh lên thay họ An, Nguyên Hạo được bổ làm thứ sử Định châu. Sau không rõ Nguyên Hạo mất vào năm nào, còn Trình Hoa từ lúc nhỏ được làm nha tướng cho thứ sử Dịch châu là Trương Hiếu Trung.
Thuở đó, Tiết độ sứ Thành Đức có trong tay bảy châu Hằng, Ký, Thâm, Triệu, Dịch, Định, Thương. Năm 781, Bảo Thần qua đời, con là Lý Duy Nhạc kháng mệnh triều đình, tự lập làm tiết độ sứ mới. Đường Đức Tông triệu tập quân các trấn thảo phạt Thành Đức. Khi đó Trương Hiếu Trung ở Dịch châu theo lời khuyên của Tiết độ sứ Lư Long Chu Thao, dâng châu theo về triều đình, được nhận phong Tiết độ sứ Thành Đức.
Năm 782, Lý Duy Nhạc bị bộ tướng Vương Vũ Tuấn hạ sát. Triều đình nhà Đường chia Thành Đức thất châu làm ba phần: Trương Hiếu Trung làm Tiết độ sứ Nghĩa Vũ với ba châu Dịch, Định, Thương; Vương Vũ Tuấn làm Đô đoàn luyện quan sát sứ Hằng, Kí; Khang Nhật Tri Đoàn luyện quan sát Thâm Triệu. Lúc đó tướng cũ của Lý Duy Nhạc là Lý Cố Liệt vẫn trấn giữ Thương châu, Hiếu Trung sai Trình Hoa đến thu nhận đất ấy. Cố Liệt cướp hết kho tàng, chạy về Chân Định. Tướng sĩ tức giận, giết Cố Liệt; xin Trình Hoa lĩnh quân vụ trong châu. Trương Hiếu Trung bèn phong cho ông làm tri Thương châu sự.

## Tiết độ sứ một châu
Cuối năm 782, Chu Thao và Vương Vũ Tuấn oán hận triều đình thưởng bạc. Trình Hoa thấy rằng Thương châu xa xôi cách trở, trong tình hình chiến loạn như thế này có thể thừa cơ chiếm lấy, nên không theo lệnh của Trương Hiếu Trung nữa. Chu, Vương sai người đến Thương châu dụ hàng, Trình Hoa không theo, chia quân cố thủ trong thành. Lục tham quân phủ Lý Vũ xin ông cho mình đến Trường An báo với nhà Đường cho ông li khai hẳn với Nghĩa Vũ. Đường Đức Tông tỏ ý bằng lòng, phong Hoa làm Ngự sử trung thừa, thứ sử Thương châu. Về sau tại Thương châu lập ra Hoành Hải quân, cho ông làm Tiết độ sứ. Về sau nhà Đường còn phong ông làm Thượng thư bộ Công, Ngự sử đại phu, ban tên Nhật Hoa, tuy nhiên vẫn phải cung cấp lương thực cho quân Nghĩa Vũ. Từ bấy giờ Thương châu trở thành một trấn riêng, Trương Hiếu Trung chỉ còn hai châu Dịch, Định.
Vương Vũ Tuấn phái người đến chỗ Trình Nhật Hoa thuyết phục ông quy phục, ông xin cho 200 kị binh đến giúp mình, khi nào đường sá được thông thì sẽ quy phục. Vũ Tuấn bằng lòng, sai 200 quân kị đến. Nhật Hoa thu hết ngựa, để 200 người đi về. Vũ Tuấn giận ông bội ước bèn cùng với Chu Thao tấn công Hoành Hải nhưng không phá được.
Năm 784, Vương Vũ Tuấn lại quy thuận triều đình. Hà Sóc lặng sóng, Trình Nhật Hoa sai trả lại 200 con ngựa cho Vương Vũ Tuấn, Vũ Tuấn bằng lòng lui quân. Năm 788, Trình Nhật Hoa qua đời, được tặng Thượng thư bộ Binh. Con ông là Trình Hoài Trực theo việc cũ ở Hà Bắc, tự lên làm lưu hậu, triều đình nhà Đường đành phải công nhận.